# 94e division d'infanterie (Allemagne)
Pour les articles homonymes, voir 94e division.
La 94e division d'infanterie (94.ID) (94. Infanterie-Division) est une des divisions d'infanterie de l'armée allemande (Wehrmacht) durant la Seconde Guerre mondiale.

## Création et différentes dénominations
La 94e division d'infanterie est formée en septembre 1939 en tant qu'élément de la 5. Welle (5e vague de mobilisation).
- Juin 1942 la division participe à l'operation Fall Blau au sein de la 4e armée panzer.
- septembre 1942, la division participe à l'assaut contre Stalingrad. Elle est transférée à la 6e armée. Elle est notamment impliquée dans la prise du silo à grain puis, en octobre, dans les combats contre Rynok et Spartankovka.
- Novembre 1942 l'unité est encerclée dans la poche de Stalingrad par l'opération Uranus.
- 31 janvier 1942, la division disparaît à Stalingrad après la capitulation des forces allemandes du Maréchal Paulus et est reformée en mars 1943.

Après avoir subi de lourdes pertes à Cassino, la division est prévue pour renforcer la 305. Infanterie-Division. Réduite à un cadre et à quelques éléments, la division est réaménagée en août 1944 dans le cadre de la 24. Welle à partir de la Schatten-Division Schlesien.
Elle se rend en Italie le 22 avril 1945.

## Organisation

### Commandants
| Date                             | Grade                  | Commandant              |
| -------------------------------- | ---------------------- | ----------------------- |
| 25 septembre 1939 - 21 août 1940 | General der Infanterie | Hellmuth Volkmann       |
| 21 août 1940 - 29 janvier 1943   | General der Artillerie | Georg Pfeiffer          |
| Reformation                      |                        |                         |
| 1er mars 1943 - 2 janvier 1944   | General der Artillerie | Georg Pfeiffer          |
| 2 janvier 1944 - 22 avril 1945   | Generalleutnant        | Bernhard Steinmetz (he) |

## Théâtres d'opérations
- Allemagne : Septembre 1939 - Mai 1940
- France : Mai 1940 - Juin 1941
- Front de l'Est, secteur Sud : Juin 1941 - Octobre 1942
- Stalingrad : Octobre 1942 - Janvier 1943
- France : Mars 1943 - Août 1943
- Italie : Août 1943 - Avril 1945

## Ordres de bataille
1942
- Grenadier-Regiment 267
- Grenadier-Regiment 274
- Grenadier-Regiment 276
- Schnelle Abteilung 194
- Artillerie-Regiment 194
- Pionier-Bataillon 194
- Nachrichten-Abteilung 194
- Versorgungseinheiten 194

1944
- Grenadier-Regiment 267
- Grenadier-Regiment 274
- Grenadier-Regiment 276
- Aufklärungs-Abteilung 194
- Artillerie-Regiment 194
- Pionier-Bataillon 194
- Panzerjäger-Abteilung 194
- Nachrichten-Abteilung 194
- Feldersatz-Bataillon 194
- Versorgungseinheiten 194

## Différents insignes

2e insigne de la 94e division d'infanterie
3e insigne de la 94e division d'infanterie

## Décorations
Des membres de cette division ont été récompensés à titre personnel pour leurs faits de guerre:
- Agrafe de la liste d'honneur
  - 7
- Croix allemande
  - en Or
    - 32

  - en Argent
    - 1
- Croix de chevalier de la croix de fer
  - 12